# Литвинов, Евдоким Евдокимович
Евдоким Евдокимович Литвинов (20 ноября [3 декабря] 1917, Бахмут, УНР — неизвестно) — советский футболист, защитник, воспитанник московского футбола.

## Биография
Воспитанник школы «Динамо». В 1942 году играл за «Динамо-II» матч 1/2 финала на Кубок Москвы по футболу 1942. В высшей лиге выступал за минское «Динамо». Классом ниже — за «Торпедо» (Горький), ВМС и «Нефтяник» (Баку).
Сын Анатолий — советский футболист и тренер. Выступал за заводскую команду «Нефтяник» (Орск), которую также тренировал, в 1960 году тренировал футбольную и хоккейную команду «Авангард».  С 1960 по 1968 года главный тренер «Локомотива» (Оренбург).